# Universidade Mayor

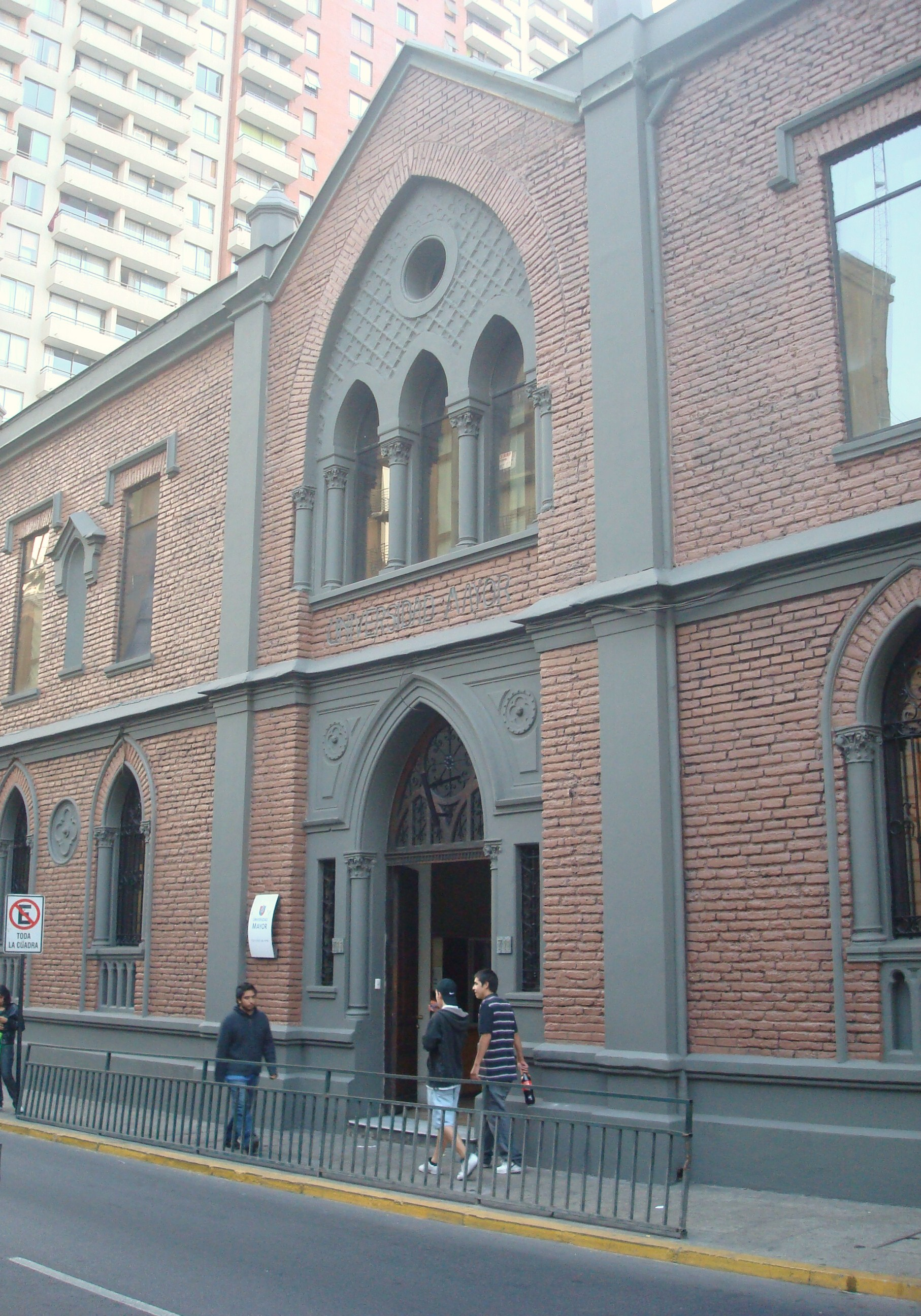
A Faculdade de Arte da Universidade Mayor

A Universidade Mayor é uma instituição de ensino superior privada chilena fundada em maio de 1988. Possui 10 campi, dos quais 9 estão em Santiago e 1 em Temuco. Em 2023 possuía 24.337 estudantes.